# Campionats del món de ciclocròs de 1993
Els Campionats del món de ciclocròs de 1993 foren la 44a edició dels mundials de la modalitat de ciclocròs i es disputaren el 30 i 31 de gener de 1993 a Corva di Azzano, Friül - Venècia Júlia, Itàlia. Foren tres les proves disputades.

## Resultats
| Prova         | Or                | Plata          | Bronze          |
| Cursa elit    | Dominique Arnould | Mike Kluge     | Wim de Vos      |
| Cursa amateur | Henrik Djernis    | Ralph Berner   | Daniele Pontoni |
| Cursa júnior  | Kamil Ausbuher    | Jaromír Friede | Miguel Martinez |

## Classificacions

### Classificació de la prova elit
| Pos. | Ciclista           | País          | Temps           |
| ---- | ------------------ | ------------- | --------------- |
|      | Dominique Arnould  | França        | 1 h 03 min 17 s |
|      | Mike Kluge         | Alemanya      | + 0:09          |
|      | Wim de Vos         | Països Baixos | + 0:16          |
| 4    | David Pagnier      | França        | + 0:47          |
| 5    | Adrie van der Poel | Països Baixos | + 2:07          |
| 6    | Fabrizio Margon    | Itàlia        | + 2:22          |
| 7    | Beat Wabel         | Suïssa        | + 2:33          |
| 8    | Paul De Brauwer    | Bèlgica       | + 2:36          |
| 9    | Sandro Bono        | Itàlia        | + 2:37          |
| 10   | Luca Bramati       | Itàlia        | + 2:46          |

### Classificació de la prova amateur
| Pos. | Ciclista            | País          | Temps       |
| ---- | ------------------- | ------------- | ----------- |
|      | Henrik Djernis      | Dinamarca     | 46 min 23 s |
|      | Ralph Berner        | Alemanya      | + 0:06      |
|      | Daniele Pontoni     | Itàlia        | + 0:30      |
| 4    | Ondřej Lukeš        | Txèquia       | + 0:30      |
| 5    | Richard Groenendaal | Països Baixos | + 0:36      |
| 6    | Thomas Frischknecht | Suïssa        | + 0:40      |
| 7    | Dariusz Gil         | Polònia       | + 0:43      |
| 8    | Marc Janssens       | Bèlgica       | + 0:46      |
| 9    | Pavel Elsnic        | Txèquia       | + 0:51      |
| 10   | Urs Marwalder       | Suïssa        | + 1:08      |

### Classificació de la prova júnior
| Pos. | Ciclista          | País          | Temps       |
| ---- | ----------------- | ------------- | ----------- |
|      | Kamil Ausbuher    | Txèquia       | 45 min 18 s |
|      | Jaromír Friede    | Txèquia       | + 0:38      |
|      | Miguel Martinez   | França        | + 0:51      |
| 4    | Beat Blun         | Suïssa        | + 0:53      |
| 5    | Urs Steinmann     | Alemanya      | + 1:05      |
| 6    | Elvis Zucchi      | Itàlia        | + 1:26      |
| 7    | Gretienus Gommers | Països Baixos | + 1:31      |
| 8    | Mark Eberhard     | Alemanya      | + 1:57      |
| 9    | Aleš Mudroch      | Txèquia       | + 2:35      |
| 10   | Yader Zoli        | Itàlia        | + 2:35      |

## Medaller
| Pos. | País          | Or | Plata | Bronze | Total |
| 1    | Txèquia       | 1  | 1     | 0      | 2     |
| 2    | França        | 1  | 0     | 1      | 2     |
| 3    | Dinamarca     | 1  | 0     | 0      | 1     |
| 4    | Alemanya      | 0  | 2     | 0      | 2     |
| 5    | Països Baixos | 0  | 0     | 1      | 1     |
| 5    | Itàlia        | 0  | 0     | 1      | 1     |